# Centrobiopsis
Centrobiopsis is een geslacht van vliesvleugeligen uit de familie van de Trichogrammatidae. De wetenschappelijke naam van dit geslacht is voor het eerst geldig gepubliceerd in 1918 door Alexandre Arsène Girault.

## Soorten
Het geslacht Centrobiopsis is monotypisch en omvat slechts de volgende soort:
- Centrobiopsis odonatae (Ashmead, 1900)